# Сумський В'ячеслав Гнатович
Сумський В'ячеслав Гнатович (6 вересня 1934, Верблюжка — 12 вересня 2007, Київ)  — український актор. Народний артист УРСР (1981). Батько акторок Наталі та Ольги Сумських.

## Біографія
Народився 6 вересня 1934 року в селі Верблюжка (нині Новгородківська селищна територіальна громада Кропивницького району Кіровоградської області). У 1956 році закінчив Київський театральний інститут (майстерня Костянтина Хохлова та Леоніда Олійника).
У 1957–1967 роках — актор Львівського, у 1967–1980 роках — Запорізького, у 1980–1990 роках Полтавського українських музично-драматичних театрів. У 1990–1993 роках — актор київського театру «Будьмо!», з 1993 року— актор Національного українського драматичного театру імені Івана Франка.

Могила В'ячеслава Сумського

Помер у Києві 12 вересня 2007 року, через шість днів після свого 73-го дня народження. Причиною смерті став рак. Прощання з актором відбулося 15 вересня в театрі імені Франка, у фоє на другому поверсі, а поховали його на Байковому кладовищі (ділянка № 33).

## Творчість
Серед найкращих ролей Сумського були: Еней в «Енеїді» Івана Котляревського, Ярема в «Гайдамаках» за Тарасом Шевченком, Степан у «Невольнику», Микита в «Ярославі Мудрому», Гіггінс у «Моїй чарівній леді» Фредеріка Лоу, Бєлугін в «Одруженні Бєлугіна» Олександра Островського та інші. Знявся в телесеріалі «Сад Гетсиманський» (1993).